# De Koel
De Koel – wielofunkcyjny stadion w mieście Venlo w Holandii. Najczęściej używany jest jako stadion piłkarski, a swoje mecze rozgrywa na nim drużyna VVV Venlo. Stadion posiada miejsca dla 8000 widzów, w tym 1500 stojących. Został wybudowany w 1972 (przed otwarciem obiektu piłkarze VVV Venlo występowali na stadionie De Kraal).